# Jaime Gómez Márquez
Jaime José Gómez Márquez, alias "El Licenciado", nacido en La Coruña el 1 de junio de 1957, es un biólogo gallego.

## Biografía
Cursó los estudios de la licenciatura en Biología en la Facultad de esta disciplina de la Universidad de Santiago de Compostela, alcanzando el título de doctor en la misma Universidad.
Desde 1981 a 1984 fue Visiting Fellow (profesor visitante) en el National Institutes of Health de Bethesda, Maryland, USA y, desde 1984 hasta la actualidad, es catedrático de Bioquímica y Biología molecular de la Universidad de Santiago de Compostela. donde imparte las materias de Bioquímica y Bioingenería.
El doctor Gómez Márquez es un experto en la biología molecular de las timosinas y en los minisatélites del genoma humano.
Fue secretario y vicedecano de la Facultad de Biología de la USC y, durante más de 7 años, decano de la misma. Además, fue durante 6 años el Coordinador de Biología en Galicia para las PAAU (Pruebas de Acceso a la Universidad).
Como investigador, sus principaless líneas de investigación son la bioloxía molecular de las timosinas (protimosina a y timosina ß4) y los minisatélites del genoma humano (recombinación genética, G-quadruplex, evolución molecular). Fue el investigador principal de proyectos financiados por diferentes Ministerios, y por la Junta de Galicia.
Publicó numerosos artículos científicos en prestigiosas revistas. Y dirigió más de una docena de tesis de doctorales.
El douctor Gómez Márquez fue uno de los coordinadores del Dicionario de Bioloxía galego-castelán-inglés. siendo, además, el impulsor de la elaboración de dicha obra.